# Sarmatosula dobrogensis
Sarmatosula dobrogensis — викопний вид сулоподібних птахів родини сулових (Sulidae), що існував в міоцені в Європі. Рештки знайдені в Румунії у районі Добруджа. Мешкав на узбережжя моря Паратетіс.